# Starostînți, Pohrebîșce
Starostînți (în ucraineană Старостинці) este localitatea de reședință a comunei Starostînți din raionul Pohrebîșce, regiunea Vinnița, Ucraina.

## Demografie
Componența lingvistică a localității Starostînți
     Ucraineană (97,9%)
     Rusă (1,45%)
     Alte limbi (0,32%)
Conform recensământului din 2001, majoritatea populației localității Starostînți era vorbitoare de ucraineană (97,9%), existând în minoritate și vorbitori de rusă (1,45%).

## Legături externe
- pl Starościńce, wieś przy ujściu Myki do Hopczycy, powiat skwirski în Dicționarul geografic al Regatului Poloniei și al altor țări slave, volum XI (Sochaczew — Szlubowska Wola) 1890